# Echinopora forskaliana
Echinopora forskaliana är en korallart som först beskrevs av Milne Edwards och Jules Haime 1850.  Echinopora forskaliana ingår i släktet Echinopora och familjen Faviidae. IUCN kategoriserar arten globalt som nära hotad.
Artens utbredningsområde är Röda havet. Inga underarter finns listade i Catalogue of Life.